# 21stセンチュリー・スキッツォイド・バンド
21stセンチュリー・スキッツォイド・バンド（21st Century Schizoid Band、トウェンティ・ファースト・センチュリー・スキッツォイド・バンド）は、イングランドのロック・バンドである。
プログレッシブ・ロックバンド「キング・クリムゾン」の元メンバーが結成したトリビュートバンドで、1969年から1971年までの楽曲のカバー曲を中心にコンサート活動を行なった。

## 概要・略歴
2002年に結成。バンド名はキング・クリムゾンのデビューアルバム『クリムゾン・キングの宮殿』の収録曲「21世紀のスキッツォイド・マン（21st Century Schizoid Man）」に由来している。名付け親はキング・クリムゾンを主宰するロバート・フリップ。
メンバーはイアン・マクドナルド（フルート、キーボード、アルト・サクソフォーン）、マイケル・ジャイルズ（ドラムス）、メル・コリンズ（サクソフォーン、フルート、キーボード）、ピーター・ジャイルズ（ベース）、ジャッコ・ジャクジク（ギター、ボーカル）。マクドナルドとマイケル・ジャイルズはキング・クリムゾンのオリジナル・メンバーで、コリンズはマクドナルドと入れ替わって1970年にキング・クリムゾンに加入した。マイケルの弟ピーターは、キング・クリムゾンの前身に当たるジャイルズ・ジャイルズ＆フリップに兄と共に在籍した。
2002年11月の日本公演の後、マイケル・ジャイルズが脱退し、1971年から1972年までキング・クリムゾンのメンバーだったイアン・ウォーレスが加入。2003年11月の2度目の日本公演を含めて、2004年までワールド・ツアーを行なった。
彼等はキング・クリムゾンが1969年から1971年までの間に発表した最初の4枚のアルバムの収録曲を中心に、マクドナルドとジャイルズ兄弟のアルバム『マクドナルド・アンド・ジャイルズ』（1970年）を初めとするメンバーのバック・カタログからの作品によって構成されたセットをライブ演奏し、4作のアルバムを発表した。マクドナルドのソロ・アルバム『ドライヴァーズ・アイズ』（1999年）から「Let There Be Light」、ジャクジクのインストゥルメンタル「Catley's Ashes」なども披露された。
様々な国に拠点を置くメンバーで一緒にツアーするのが困難だということもあり、彼等は2004年以来活動していない。2005年にフェスティバル公演での演奏依頼があり、おそらく別の仕事が入っていたウォーレスに代わってガイ・エヴァンス（ヴァン・ダー・グラフ・ジェネレーター）をドラマーに迎えた編成による再結成の可能性があったが実現しなかった。
2007年2月、ウォーレス病没。
2010年、ジャクジクとコリンズはフリップとの連名で『ア・キング・クリムゾン・プロジェクト』を開始し、2011年にトニー・レヴィン（ベース）とギャヴィン・ハリソン（ドラムス）を迎えてアルバム『ア・スケアシティ・オブ・ミラクルズ』を発表した。2013年、この5人にパット・マステロット（ドラムス）とビル・リーフリン（ドラムス）を加えた7人で新しいキング・クリムゾンが編成された。
2022年2月、マクドナルド病没。

## 歴代メンバー
- イアン・マクドナルド (Ian McDonald) - サクソフォーン、キーボード、フルート、ボーカル（2002年 - 2004年）※2022年没。
- メル・コリンズ (Mel Collins) - サクソフォーン、フルート、キーボード（2002年 - 2004年）
- ピーター・ジャイルズ (Peter Giles) - ベース（2002年 - 2004年）
- ジャッコ・ジャクジク (Jakko Jakszyk) - ギター、リードボーカル、フルート、キーボード（2002年 - 2004年）
- マイケル・ジャイルズ (Michael Giles) - ドラムス（2002年）
- イアン・ウォーレス (Ian Wallace) - ドラムス（2003年 - 2004年）※2007年没。

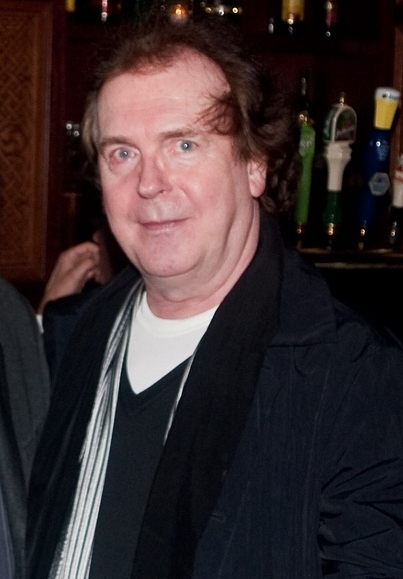
イアン・マクドナルド
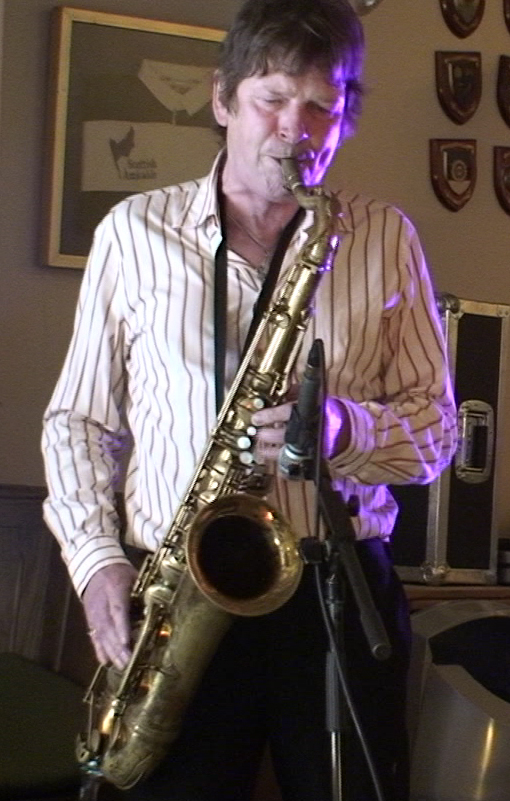
メル・コリンズ
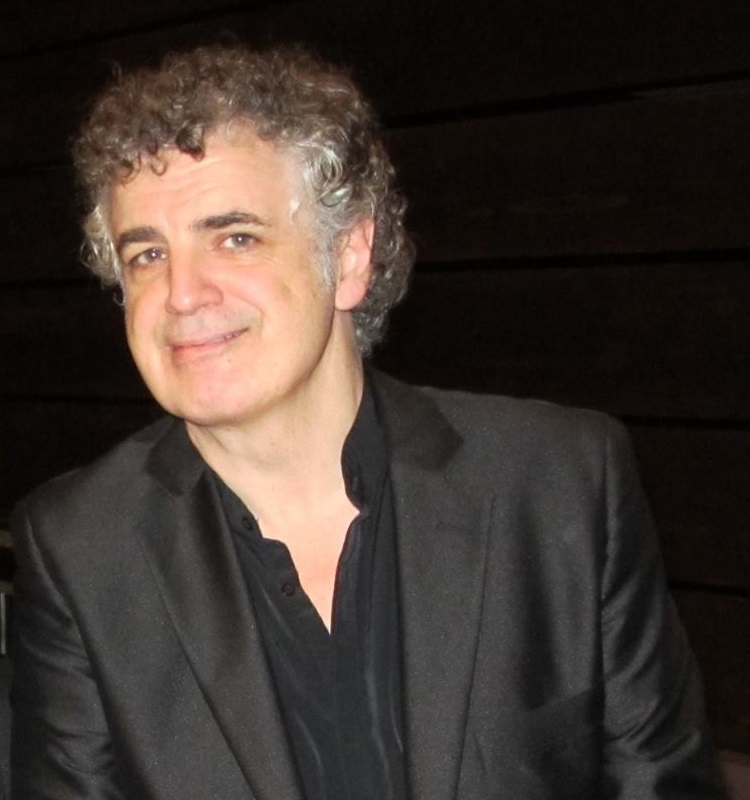
ジャッコ・ジャクジク
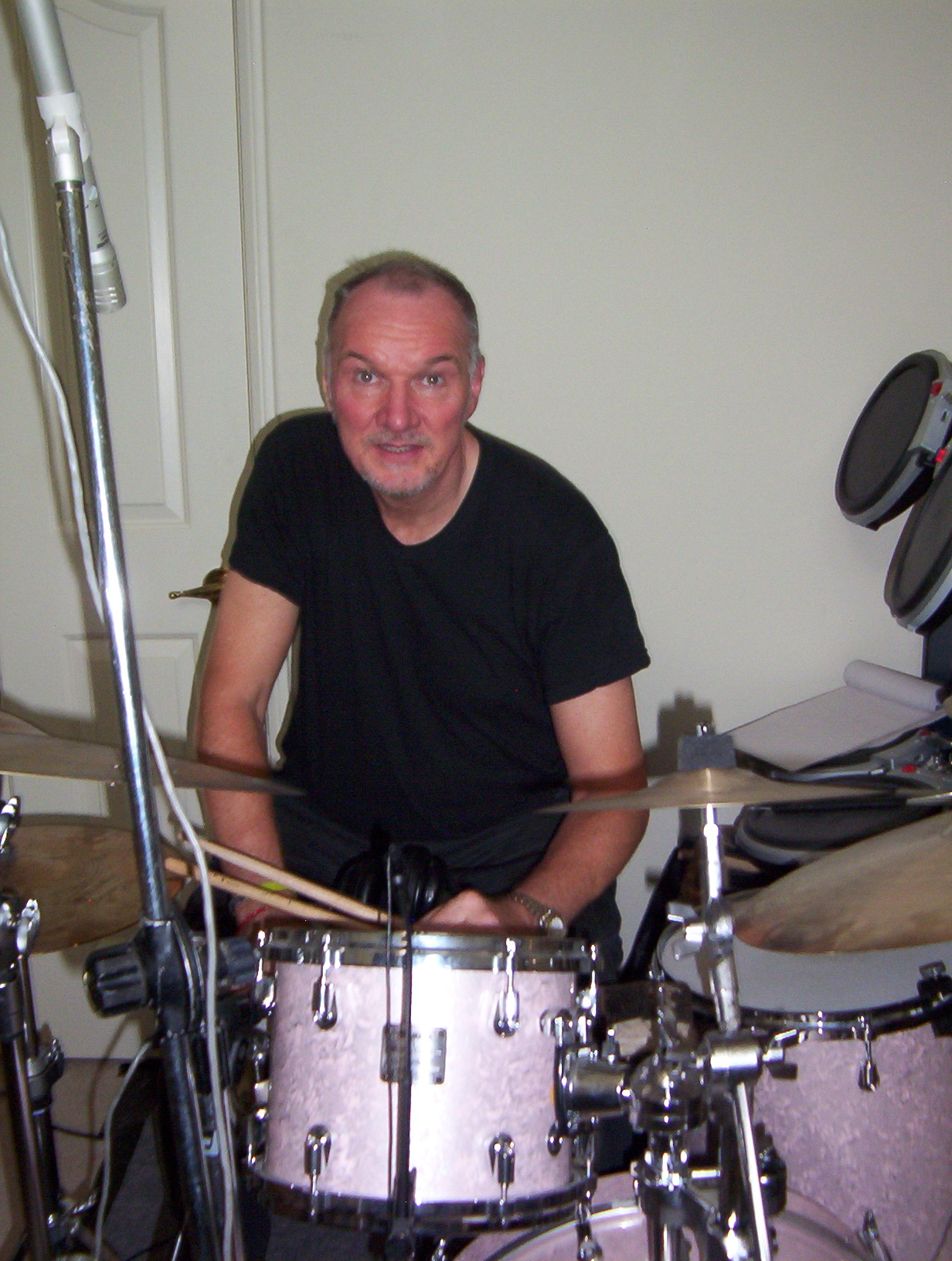
イアン・ウォーレス

## ディスコグラフィ

### ライブ・アルバム
- 『オフィシャル・ブートレグ Vol.1』 - Official Bootleg V.1 (2002年)
- 『ライヴ・イン・ジャパン 2002』 - Live in Japan (2003年) ※CD＋DVD
- 『ライヴ・イン・イタリー』 - Live in Italy (2003年)
- 『ピクチャー・オブ・ア・シティー ライヴ・イン・ニュー・ヨーク』 - Pictures of a City – Live in New York[5] (2006年)

## 日本公演
出典。

### 2002年
- 11月5日 東京・東京厚生年金会館
- 11月6日 東京・東京厚生年金会館
- 11月8日 大阪・松下IMPホール

### 2003年
- 11月14日 東京・東京厚生年金会館